# Оро (футбольний клуб, Папуа Нова Гвінея)

Старий логотип клубу

Футбольний клуб «Оро» або просто ФК «Оро» (англ. Football Club Oro) — напівпрофесійний футбольний клуб з міста Порт-Морсбі, що в Папуа Новії Гвінеї.

## Історія
Команду було засновано в місті Порт-Морсбі 2013 року під назвою «НК Сівіл Воркс Оро Футбал Клаб». У своєму дебютному сезоні 2012/13 років в Національній Соккер Лізі команда зупинилася за крок від чемпіонського плей-оф, за підсумками регулярної частини сезону посіла високе 5-те місце. По завершенні сезону команда змінила свою назву на ФК «Оро», саме під цією назвою вона продовжила виступи в національному чемпіонаті. В 2014 році за підсумками регулярної частини чемпіонату клуб посів друге місце та кваліфікувався для участі в чемпіонському плей-оф. Проте двічі поступився та посів підсумкове четверте місце. Наступного сезону ФК «Оро» виступив гірше, посів лише пердостаннє 6-те місце. Наступного сезону команда не виступала в національному чемпіонаті.